# غار قلاژیان ۲
غار قلاژیان ۲ در شهرستان کوهدشت، بخش طرهان، دهستان طرهان، روستای زوله واقع شده و این اثر در تاریخ ۲۸ اسفند ۱۳۸۵ با شمارهٔ ثبت ۱۸۵۰۸ به‌عنوان یکی از آثار ملی ایران به ثبت رسیده است.